# Rise of the Planet of the Apes
Rise of the Planet of the Apes (titulada El origen del planeta de los simios en España y Argentina y El planeta de los simios: (R)Evolución en Hispanoamérica) es una película estadounidense de ciencia ficción y acción dirigida por Rupert Wyatt y escrita por Rick Jaffa y Amanda Silver.  Es la séptima de la franquicia El planeta de los simios y un reinicio de sus películas.  La película está protagonizada por Andy Serkis como César, junto a James Franco, Freida Pinto, John Lithgow, Brian Cox, Tom Felton y David Oyelowo. En la película, César, un chimpancé genéticamente mejorado y criado por William Rodman (Franco), pasa de vivir en cautiverio a liderar un levantamiento de simios contra la humanidad.
Tras el fracaso en críticas de la versión de Tim Burton estrenada en 2001, el reinicio entró en desarrollo por primera vez en 2006, cuando Jaffa y Silver escribieron un guion específico y lo vendieron a 20th Century Fox, los productores y distribuidores de la serie de películas original. La producción tuvo problemas hasta que Franco, Serkis y Wyatt fueron contratados a finales de 2009, y la fotografía principal comenzó en julio de 2010 y terminó en septiembre, con lugares de rodaje que incluyen Vancouver, San Francisco y Oahu. Los simios fueron creados utilizando extensos efectos visuales y captura de actuaciones encargados por Weta Digital. 
Rise of the Planet of the Apes fue lanzado en los Estados Unidos el 5 de agosto de 2011 por 20th Century Fox. La película recibió críticas positivas de los críticos,  con elogios por la dirección de Wyatt, los efectos visuales y la actuación de Serkis, lo que ayudó a cambiar las percepciones sobre el reconocimiento de la actuación a través de la captura de la actuación. Rise of the Planet of the Apes también fue un éxito comercial, recaudó más de 481 millones de dólares en todo el mundo con un presupuesto de 93 millones de dólares y recibió numerosos premios y nominaciones, incluidas nominaciones a Mejores efectos visuales en la 84.ª edición de los Premios de la Academia y en la 65.ª edición de los Premios de Cine de la Academia Británica, respectivamente. Ayudó a relanzar la franquicia y fue seguida por las secuelas Dawn of the Planet of the Apes (2014), War for the Planet of the Apes (2017) y Kingdom of the Planet of the Apes (2024)

## Argumento
Will Rodman (James Franco) es un químico que trabaja para los laboratorios GEN-SYS de San Francisco que ha intentado desarrollar una cura para la enfermedad de Alzheimer al probar un retrovirus genéticamente alterado en chimpancés. El virus, llamado ALZ-112, muta a los chimpancés, haciendo que se vuelvan tan inteligentes como los humanos. Uno de los sujetos de prueba es una hembra llamada "Ojos Brillantes" que causa un gran alboroto en el laboratorio, por lo que es abatida. 
El jefe de Will, Steven Jacobs, (David Oyelowo), ordena a su subordinado, Robert Franklin (Tyler Labine), que elimine a todos los chimpancés de prueba, pero Franklin descubre el motivo del comportamiento agresivo de "Ojos Brillantes": la hembra de chimpancé estaba preñada y acababa de parir a su cría. Incapaz de matar al pequeño chimpancé, Franklin se lo entrega a Will para que lo cuide en secreto. Will no tarda en descubrir que el pequeño chimpancé, al que llama César, ha heredado la gran inteligencia de su madre, y le enseña la lengua de signos para comunicarse con él.
Tres años más tarde, Will da una muestra de su cura a su padre, Charles (John Lithgow), que sufre de la enfermedad de Alzheimer. Al principio, su padre se recupera e incluso mejora sus habilidades, pero cinco años más tarde, el sistema inmunológico de su cuerpo lucha contra el virus creando anticuerpos y vuelve a su estado anterior. En su estado de salud, accidentalmente Charles destroza el coche de Douglas Hunsiker (David Hewlett), un vecino muy agresivo que se enfrenta al anciano y lo empuja. César, que observa el incidente desde su ventana, sale en defensa de Charles atacando a Hunsiker y provocándole graves heridas. 
Tras el incidente, el chimpancé es encerrado en una instalación para primates de San Bruno dirigida por John Landon (Brian Cox). Los simios son tratados con crueldad por Dodge Landon (Tom Felton), el hijo del director, que trabaja de guardia allí. Al principio, César es maltratado tanto por el personal como por los otros simios, pero consigue ganarse la amistad de un viejo orangután llamado Maurice, que conoce la lengua de signos. 
Una noche, Dodge lleva a sus amigos a su lugar de trabajo y César logra robarle su navaja a uno de ellos. Con la navaja, César se escapa de su jaula y libera a un gorila llamado Buck, que se convierte en su leal servidor. Al día siguiente, César derroca a Rocket, el macho alfa del refugio, con la ayuda de Buck y se convierte en el nuevo líder.
Mientras tanto, Will crea el ALZ-113, una cepa más poderosa del virus. Al probarlo sobre un bonobo llamado Koba se confirma que la inteligencia de los simios aumenta aún más; sin embargo, los científicos desconocen que el nuevo virus es mortal para los humanos. Franklin queda expuesto accidentalmente al nuevo virus y empieza a estornudar sangre, por lo que va a buscar a Will para advertirle, pero se encuentra por casualidad con Hunsiker y le estornuda en la cara; posteriormente Franklin es encontrado muerto en su apartamento. 
Por su parte, Will intenta inocularle el nuevo virus a Charles para tratar de curarlo; sin embargo, en una muestra de lucidez, Charles se niega porque ya no quiere luchar más, y muere esa misma noche. Will intenta evitar que Jacobs haga más exámenes antes de continuar con la inserción del virus en más simios, pero como Jacobs planea continuar, Will dimite.
César finalmente escapa del refugio para primates y va a casa de Will, donde roba muestras del nuevo virus; con ellas no solo aumenta la inteligencia de los otros simios, sino también su propia inteligencia. Al día siguiente, se enfrenta a Dodge y, después de mostrar por primera vez su capacidad de hablar gritándole "¡No!", lo electrocuta accidentalmente mojándolo con una manguera mientras él sostiene su bastón eléctrico activado. Sin embargo, César se arrepiente de lo sucedido, por lo que decide no volver a matar. Los simios escapan y liberan a los primates de los laboratorios de GEN-SYS y los del Zoológico de San Francisco, que se unen a ellos.
Los simios consiguen avanzar a pesar de que la policía bloquea el Puente Golden Gate. Jacobs llega en un helicóptero con la intención de matar a los simios, pero Buck se sacrifica para acabar con el helicóptero, que se estrella en el puente; todos los ocupantes del aparato fallecen, salvo el propio Jacobs. Él pide clemencia a César, pero este permite que Koba, quien odia a los humanos, arroje el helicóptero al mar. 
Los simios llegan al bosque de secuoyas del Parque Nacional Muir Woods. Will llega al bosque para advertirle a César de que los humanos son fuertes, pero que lo puede proteger sólo si regresa a casa. Para sorpresa de Will, César le habla al oído, respondiéndole: "César está en casa". Will acepta su decisión y se marcha, permitiendo que César y los demás simios inteligentes hagan del Parque Nacional Muir Woods su nuevo hogar.
La última escena de la película muestra a Hunsiker en el aeropuerto de San Francisco. Hunsiker, que es piloto, se dirige hacia su avión mientras estornuda sangre. Durante los créditos se muestra la expansión del virus por todo el mundo.

## Reparto
| Actor original | Personaje          | Doblaje para Latinoamérica | Doblaje para España |
| -------------- | ------------------ | -------------------------- | ------------------- |
| James Franco   | Dr. William Rodman | Arturo Mercado Jr.         | José Posada         |
| Andy Serkis    | César              | Ricardo Tejedo             | Toni Astigarraga    |
| Freida Pinto   | Carolina Aranha    | Cony Madera                | Isabel Valls        |
| John Lithgow   | Charles Rodman     | Alfonso Ramírez            | Camilo García       |
| Brian Cox      | John Landon        | González Bon               | Jaume Comas         |
| Tom Felton     | Dodge Landon       | Arturo Castañeda           | David Jenner        |
| David Oyelowo  | Steven Jacobs      | Óscar Flores               | Xavier Fernández    |
| Tyler Labine   | Robert Franklin    | Héctor Emmanuel Gómez      | Ignacio J. Latorre  |

## Producción

### Filmación
A partir de julio de 2010, el rodaje comenzó en Vancouver (Canadá). 

### Efectos especiales
A diferencia de las películas anteriores de la serie, en las que los simios eran recreados mediante maquillajes, prótesis y disfraces, los simios de esta versión fueron creados y animados por computadora en el seno de la compañía Weta Digital mediante la técnica de la captura de movimiento. A los actores que encarnaban a los simios se les colocaba unos trajes verdes con marcadores de movimiento. Dichos marcadores enviaban una señal que era registrada por una computadora. Luego, gracias a los puntos de movimiento marcados y registrados en la memoria de la computadora, se reemplazaba la imagen de los marcadores memorizados en el espacio tridimensional virtual por la imagen de los primates, generada ella con un programa 3D.

## Recaudación
Hasta septiembre de 2011 la película recaudó  $172,438,523 en los Estados Unidos y Canadá y adicionalmente $219,700,000 en el resto del mundo, recaudando un total de $392,138,523.

## Estrenos
| País                                                                          | Fecha de estreno                |
| ----------------------------------------------------------------------------- | ------------------------------- |
| Alemania                                                                      | Jueves 11 de agosto de 2011     |
| Argentina                                                                     | Jueves 18 de agosto de 2011     |
| Australia                                                                     | Jueves 4 de agosto de 2011      |
| Austria                                                                       | Jueves 11 de agosto de 2011     |
| Baréin                                                                        | Jueves 8 de septiembre de 2011  |
| Bélgica                                                                       | Miércoles 10 de agosto de 2011  |
| Belice · Costa Rica · El Salvador · Guatemala · Honduras · Nicaragua · Panamá | Viernes 2 de septiembre de 2011 |
| Bolivia                                                                       | Jueves 8 de septiembre de 2011  |
| Brasil                                                                        | Viernes 26 de agosto de 2011    |
| Bulgaria                                                                      | Viernes 5 de agosto de 2011     |
| Chile                                                                         | Jueves 1 de septiembre de 2011  |
| Colombia                                                                      | Viernes 9 de septiembre de 2011 |
| Corea del Sur                                                                 | Miércoles 17 de agosto de 2011  |
| Croacia                                                                       | Jueves 4 de agosto de 2011      |
| Dinamarca                                                                     | Jueves 4 de agosto de 2011      |
| Ecuador                                                                       | Viernes 2 de septiembre de 2011 |
| Egipto                                                                        | Miércoles 24 de agosto de 2011  |
| EAU                                                                           | Jueves 8 de septiembre de 2011  |
| Eslovenia                                                                     | Jueves 4 de agosto de 2011      |
| España                                                                        | Viernes 5 de agosto de 2011     |
| Estados Unidos · Canadá                                                       | Viernes 5 de agosto de 2011     |
| Estonia                                                                       | Viernes 5 de agosto de 2011     |
| Etiopía                                                                       | Viernes 9 de septiembre de 2011 |
| Filipinas                                                                     | Miércoles 3 de agosto de 2011   |
| Finlandia                                                                     | Viernes 12 de agosto de 2011    |
| Francia                                                                       | Miércoles 10 de agosto de 2011  |

| País                         | Fecha de estreno                   |
| ---------------------------- | ---------------------------------- |
| Grecia                       | Jueves 4 de agosto de 2011         |
| Hong Kong                    | Jueves 11 de agosto de 2011        |
| Hungría                      | Jueves 18 de agosto de 2011        |
| India                        | Viernes 5 de agosto de 2011        |
| Indonesia                    | Miércoles 14 de septiembre de 2011 |
| Islandia                     | Miércoles 3 de agosto de 2011      |
| Israel                       | Jueves 11 de agosto de 2011        |
| Italia                       | Jueves 22 de septiembre de 2011    |
| Jamaica                      | Miércoles 3 de agosto de 2011      |
| Japón                        | Viernes 7 de octubre de 2011       |
| Jordania                     | Miércoles 17 de agosto de 2011     |
| Kazajistán                   | Jueves 4 de agosto de 2011         |
| Kuwait                       | Jueves 8 de septiembre de 2011     |
| Letonia                      | Viernes 5 de agosto de 2011        |
| Líbano                       | Jueves 8 de septiembre de 2011     |
| Lituania                     | Viernes 5 de agosto de 2011        |
| Malasia                      | Jueves 4 de agosto de 2011         |
| México                       | Viernes 2 de septiembre de 2011    |
| Noruega                      | Viernes 12 de agosto de 2011       |
| Nueva Zelanda                | Miércoles 3 de agosto de 2011      |
| Omán                         | Jueves 8 de septiembre de 2011     |
| Países Bajos                 | Jueves 18 de agosto de 2011        |
| Paraguay                     | Viernes 26 de agosto de 2011       |
| Perú                         | Jueves 18 de agosto de 2011        |
| Polonia                      | Viernes 5 de agosto de 2011        |
| Portugal                     | Jueves 11 de agosto de 2011        |
| Puerto Rico                  | Jueves 11 de agosto de 2011        |
| Catar                        | Jueves 8 de septiembre de 2011     |
| Reino Unido Irlanda          | Jueves 11 de agosto de 2011        |
| República Checa · Eslovaquia | Jueves 11 de agosto de 2011        |
| República Dominicana         | Jueves 1 de septiembre de 2011     |
| Rumania                      | Viernes 12 de agosto de 2011       |
| Rusia                        | Jueves 4 de agosto de 2011         |
| Serbia y Montenegro          | Jueves 4 de agosto de 2011         |
| Singapur                     | Jueves 4 de agosto de 2011         |
| Sudáfrica                    | Viernes 12 de agosto de 2011       |
| Suecia                       | Miércoles 17 de agosto de 2011     |
| Suiza                        | Miércoles 17 de agosto de 2011     |
| Tailandia                    | Jueves 4 de agosto de 2011         |
| Taiwán                       | Sábado 6 de agosto de 2011         |
| Turquía                      | Viernes 5 de agosto de 2011        |
| Ucrania                      | Jueves 4 de agosto de 2011         |
| Uruguay                      | Viernes 2 de septiembre de 2011    |
| Venezuela                    | Viernes 30 de septiembre de 2011   |
| Vietnam                      | Viernes 19 de agosto de 2011       |